# Сузукі-Арена
Сузукі Арена, раніше «Кольпортер Арена» (пол. «Kolporter Arena») — багатофункціональний стадіон у місті Кельцях, Польща, домашня арена ФК «Корона».
Стадіон побудований та відкритий 2006 року на місці старого стадіону, побудованого у 1939 році. На час відкриття арена була найсучаснішою в Польщі. Стадіон має газон з натуральним покриттям та системою підігріву, сучасну систему освітлення і трибуни під дахом. Поблизу споруди розташовані готель та спортивний зал, які функціонували ще за старої арени.
На стадіоні домашні матчі проводить збірна Польщі з футболу.